# Mysterya
Mysterya (укр. Містерія) — український музичний колектив заснований у 2007 році. Гурт виконує музику у стилі симфонічного металу.

## Історія
Активна концертна діяльність почалася у 2008 році, гурт виступав як в Україні, так і в ближньому зарубіжжі. Деякі з виступів: Metal Crowd Fest 2008 (Річиця, Білорусь), Благодійна акція «Серце до серця» (Київ), Metal Time Fest 2008 (Березань), Рок-н-рол за цицьки 2009 (Київ), Rock & Girls Fest 8.03.2009 (Київ), INFERNO support 2008—2009 (Чернігів, Харків), Little Dead Bertha support (Харків), Перший міжнародний вокальний конкурс Бінго 2009 (переможці), The Valpurgy Night: Spring Witcher 2009 (Київ).
У 2012 році гурт став переможцем міжнародного фестивалю Слов'янський Рок, а також отримав нагороду Gothica Music Awards 2012 у номінації «Найкращий гурт України».
У 2014 році вокалістка гурту Ірина Василенко взяла участь в українській версії британського музичного талант-шоу Х-Фактор в Україні, стала фіналісткою шоу, виступаючи у прямих ефірах. За виконання творів у своєму стилі названа енергетичною феєю Х-Фактора. Була у команді Ігоря Кондратюка, та стала фавориткою музичного критика Сергія Сосєдова.

## Склад
- Ірина Василенко — спів і лірика,
- Іван Бояркин — гітара,
- Максим Лесик — бас-гітара,
- Катерина Губанова — клавішні,
- Олександр Чайковський — ударні.

## Дискографія
- Promo (2009)
- Symbiont (2013)

## Відеокліпи
- «Луна» (2011)[5]
- «Незнайомець» (2014)[6]
- «In my head» (2015)[7]